# Phytodietus semirufus
Phytodietus semirufus là một loài tò vò trong họ Ichneumonidae.